# 银塔 (纽约)
银塔（英語：Silver Towers）是位于纽约曼哈顿地狱厨房的一座双子塔结构住宅楼。这座60层的建筑位于第十一大道西侧，介于41街、42街之间，靠近哈德逊河，包括1,359套居住单元。该项目包括一个长75英尺的游泳池，纽约市最大的住宅楼，以及西侧一个0.25英亩的公共公园。